# Dioscorea trinervia
Dioscorea trinervia là một loài thực vật có hoa trong họ Dioscoreaceae. Loài này được Roxb. ex Prain & Burkill mô tả khoa học đầu tiên năm 1914.